# Paranaíta
Paranaíta är en kommun i Brasilien.   Den ligger i delstaten Mato Grosso, i den centrala delen av landet, 1 200 km nordväst om huvudstaden Brasília. Antalet invånare är 10 690.
I omgivningarna runt Paranaíta växer i huvudsak städsegrön lövskog. Trakten runt Paranaíta är nära nog obefolkad, med mindre än två invånare per kvadratkilometer.